# Pointe-à-Callière
Pour les articles homonymes, voir Callière.

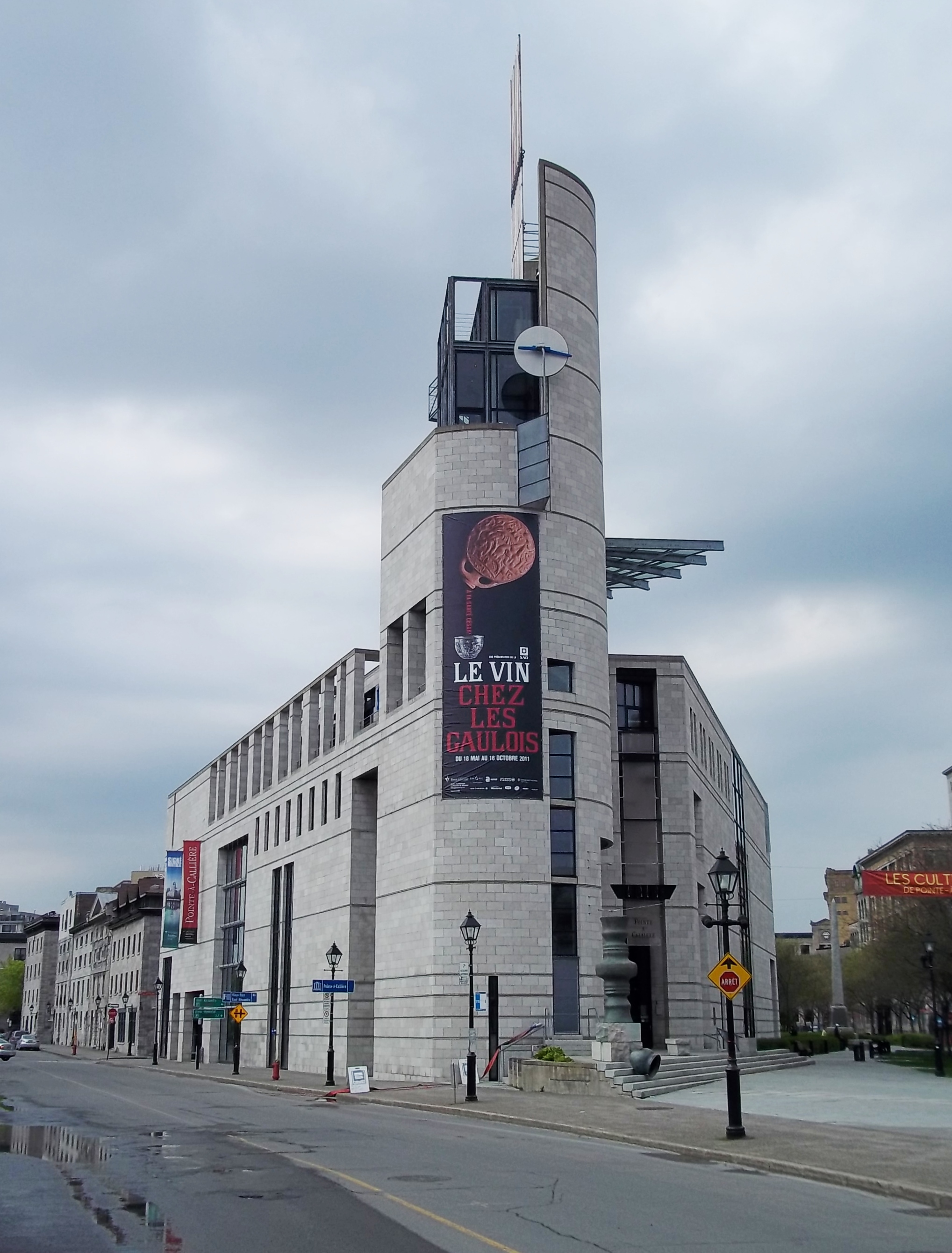
Musée Pointe-à-Callière : l'Éperon

La Pointe-à-Callière est le lieu de fondation de Ville-Marie, qui deviendra Montréal. Cette pointe de terre, au nord de laquelle coulait la Petite Rivière, prit le nom de celui qui y fit construire son château : le gouverneur Hector de Callière.

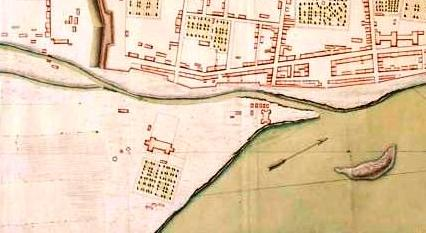
Pointe à Callière, 1749

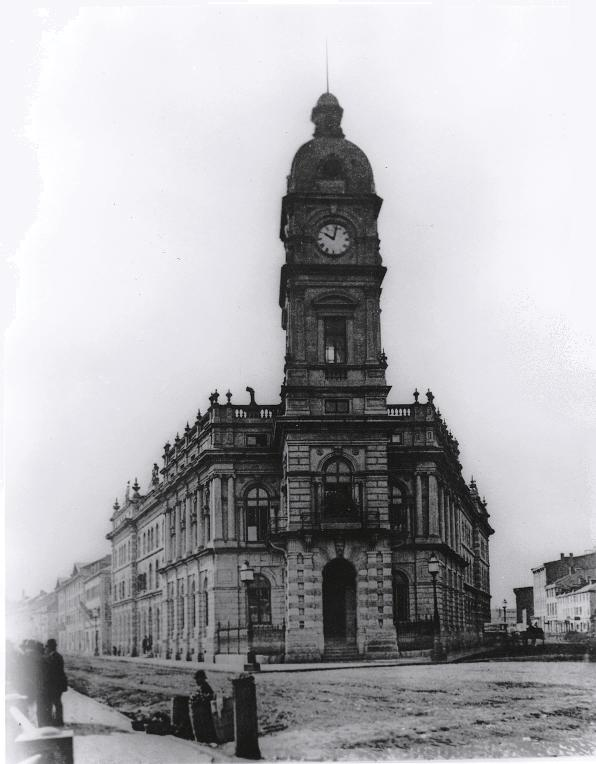
Édifice de la douane (déjà : Royal Insurance Company), vers 1875

## Le musée
De nos jours, le site est occupé par Pointe-à-Callière, cité d'archéologie et d'histoire de Montréal. Inauguré le 17 mai 1992 dans le cadre de la célébration du 350e anniversaire de Montréal, celui-ci a pour objectif de conserver et mettre en valeur le patrimoine archéologique de Montréal.
Si l'édifice triangulaire appelé l'Éperon occupe la Pointe-à-Callière, le complexe muséal comprend également, au nord, la place Royale, l'édifice de l'Ancienne-Douane et la Maison-des-Marins.
L'architecture de l'Éperon est inspirée de l'édifice de la Royal Insurance Company, auparavant au même endroit, utilisé à partir de 1870 par la douane.

## Site historique
Le site connaît différentes occupations :
- Dès 1642 : Fort Ville-Marie et cimetière
- De  1688 à 1765 : Résidence du Gouverneur de la Nouvelle-France
- De 1765 à 1860 : Différents édifices commerciaux (surtout des entrepôts)
- Au début des années 1860, l'édifice de la Royal Insurance Company, plus tard acquis par le gouvernement fédéral pour les douanes, s'élève sur cette pointe. Endommagé par le feu en 1947, l'ancien édifice de la Royal Insurance Company est démoli en 1951.
- de 1952 à 1982 : un stationnement occupe l'emplacement de la pointe à Callière.
- De 1982 à 1989 : on y retrouve un parc aménagé sommairement.
- De 1989 à 1992 : fouilles archéologiques et construction du Musée.
- En 1992 : La Pointe-à-Callière, lieu de fondation de Montréal, est reconnue comme un site historique dans le cadre de la loi des Biens culturels du Québec.
- Depuis mai 1992 : le lieu de Pointe-à-Callière, musée d'archéologie et d'histoire de Montréal.

## Voir aussi

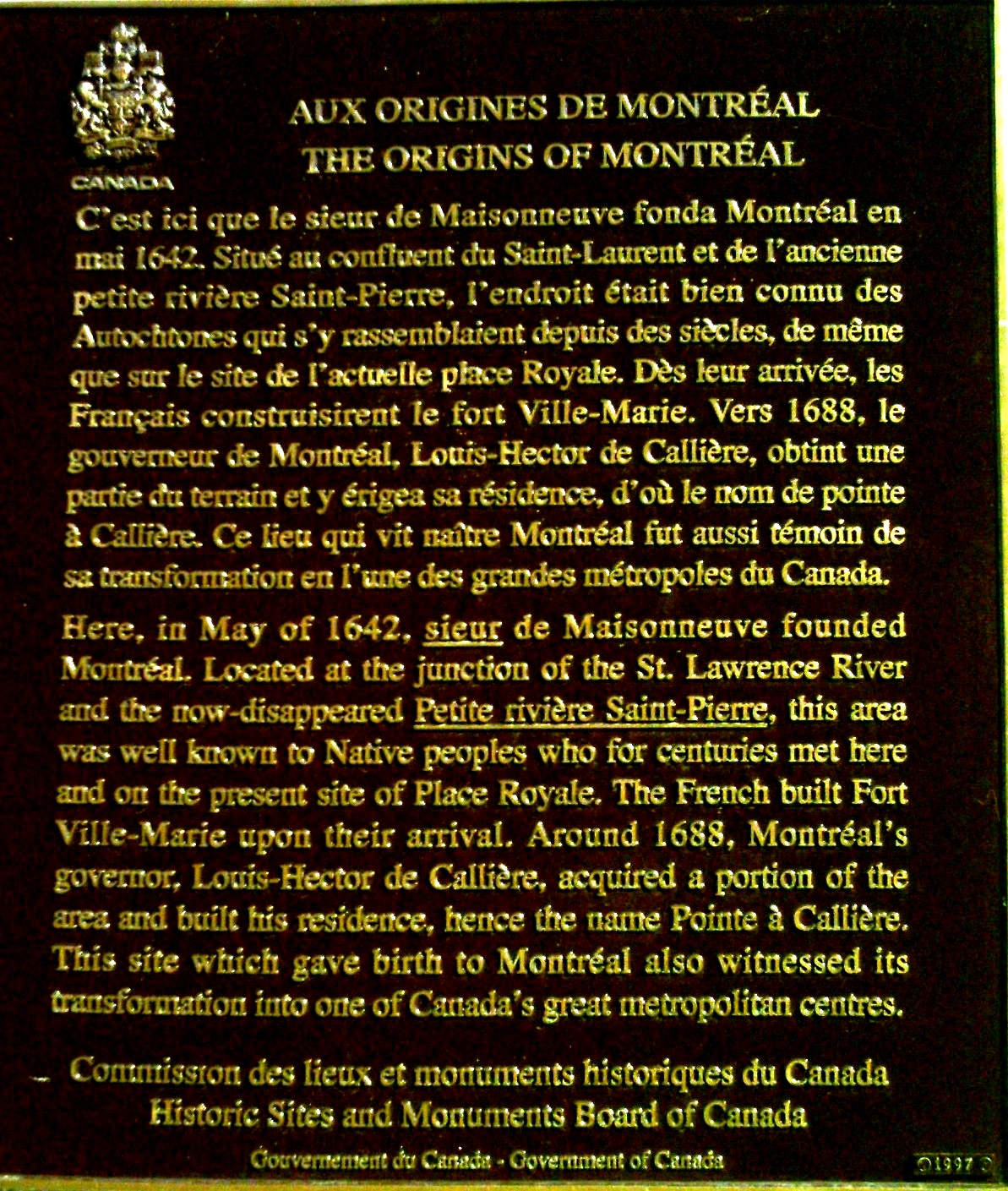
Plaque apposée à l'Éperon : Aux origines de Montréal

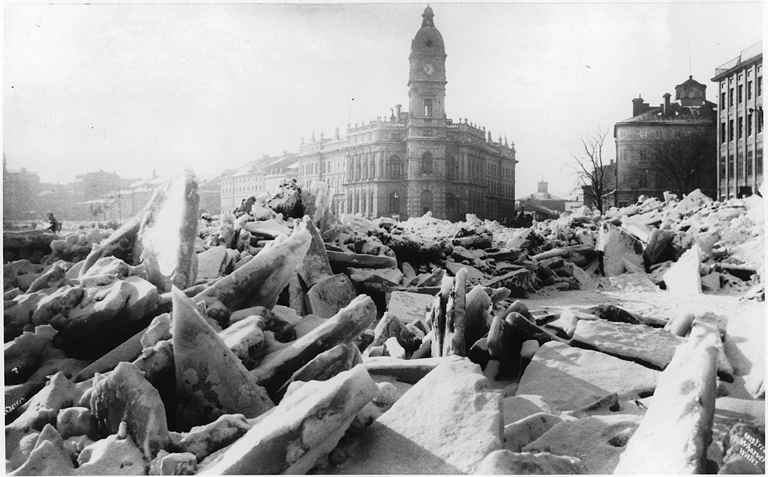
Quais de Montréal en hiver, 1865-1875